# Margit Varró
Margit Varró   (Barcs, 22 d'octubre de 1881 - Chicago, 15 de maig de 1978) va ser una professora d'institut i pianista hongaresa. El seu nom original era Picker Margit [piker], el seu nom matrimonial era Varróné Picker Margit.

## Biografia
Margit Varró provenia d'una família jueva. Va començar a tocar el piano abans d'aprendre a llegir i escriure. Tenia deu anys quan la van enviar a aprendre piano a Àustria. Entre el 1900 i el 1907 va estudiar a la Reial Acadèmia Nacional de Música d'Hongria. Els seus professors més importants van ser Árpád Szendy i Kálmán Chován. Després de graduar-se el 1907, va ensenyar un curs escolar en una escola de música privada i en aquell moment es va casar. També va ensenyar en privat i fins a la Primera Guerra Mundial va estar activa en recitals a casa i a Alemanya. Entre 1918-1920 va ser la primera professora de l'Acadèmia de Música. El 1937 va donar conferències a París sobre nens que escoltaven música. L'any següent es va traslladar a Chicago, on va ensenyar a la universitat gairebé fins a la seva mort. Les seves publicacions pedagògiques són importants.

## Públic electrificat
- Piano i educació musical (1921)
- Grundlagen des Musikunterrichtes (1926)
- Der lebendige Klavierunterricht (1928, 1931, 1958)
- Dissenys de música (1952)
- Alte Musik "(1987)

Entre els seus deixebles va tenir a Klára Máthé i Lívia Rév.

## Recordatoris
- Fundació "Varró Margit"